# Lafont Presse
 (juin 2014).
Si vous disposez d'ouvrages ou d'articles de référence ou si vous connaissez des sites web de qualité traitant du thème abordé ici, merci de compléter l'article en donnant les références utiles à sa vérifiabilité et en les liant à la section « Notes et références ».
Le groupe Entreprendre, anciennement Lafont-Presse, est un groupe de presse français créé en 1984 avec le magazine Entreprendre par Robert Lafont.
Le groupe est un des éditeurs de presse magazine en France à centres d’intérêts à capitaux indépendants, coté à la bourse d'Euronext.

## Historique
(juin 2014).
Lafont presse est créé en 1984 avec le magazine Entreprendre. Bernard Tapie qui vient de reprendre Wonder figure en couverture du premier numéro en bichromie. Le magazine traite d’économie d'entrepreneuriat. Après deux ans de parutions irrégulières, le magazine devient mensuel en 1986.
- 1986 : création du groupe Entreprendre Lafont presse
- 1989 : relance du quotidien le Sport devenu hebdomadaire, le 20 octobre. Le titre est cédé en mars 1990 aux Éditions Mondiales. Il devient ensuite trimestriel (200 numéros jusqu'au 11 août 1993).
- 1990 : le Groupe s’associe à L'Événement du jeudi pour racheter l’hebdomadaire Politis. En 1991, Robert Lafont se désengage après un désaccord sur la ligne éditoriale.
- 1994 : création des mensuels Le Foot et de l’Essentiel de l’auto
- 1995 : le groupe reprend avec Nicolas Miguet Le Quotidien de Paris à Philippe Tesson. Peu après, Robert Lafont a déclaré s’être désengagé après un désaccord tant sur la ligne éditoriale que sur le plan juridique. Le groupe avait intenté une action judiciaire à l’encontre de Nicolas Miguet. Le quotidien a cessé sa parution le 14 novembre 1996.
- 1996 : création du mensuel d’interviews la Une, mensuel d’information libre, et du Foot magazine.
- 1999 : création de Pratique magazine, Maison décoration, Argent et patrimoine, Astro revue
- 2000 : création de Santé revue, Science revue

Le groupe fait son introduction en bourse sur le marché libre d’Euronext (code MLENR) et 5 % du capital est mis sur le marché, Robert Lafont conservant 95 % des parts de la société. Les revues Foot revue, Automobile revue sont créées.
- 2002 : création de Cuisine revue, Féminin psycho, Féminin Pratique
- 2003 : création de Cuisine magazine, Féminin santé, Star fan, Maison revue, Jardin magazine et Féminin Cuisine
- 2004 : création d’Automobile revue 4x4, de l’Essentiel de la moto, du SPORT MAGAZINE (nouvelle série), du SPORT VELO (première mouture - 5 numéros de novembre 2004 à juin 2005), du Foot Marseille, Foot Saint-Étienne
- 2005 : création de Franchise & business, Création d’entreprise magazine, la Gazette des transferts, le Foot Lyon, Question psycho, Science magazine, Féminin Spécial chats, le Sport (nouvelle version) consacré au Tour de France (numéros annuels de 2005 à 2007)
- 2006 : Féminin pratique, Spécial chats, Le Magazine des livres (arrêté en 2012), la Gazette de l’info, Pourquoi magazine, le Foot Marseille magazine
- 2007 : création d'Idées job, S’enrichir magazine, Le Foot Rennes, Le Foot Saint-Étienne magazine
- 2008 : création de Placer son argent, France Art de vivre, Célébrité magazine, Intimité de stars, l’Essentiel de la psycho, Pratique Santé, Bio et nature, l’Essentiel de la science, le Foot Lyon magazine, le Foot Caen, Spécial chats, le Sport (nouvelle version - trimestriel - en juin)
- 2009 : création du Quotidien du foot (45 numéros du 13 octobre au 10 décembre), Question pratique, Star Fan, Rugby magazine, Faire soi-même, Info et savoir, le Foot Paris, Le Foot Sud-Ouest Toulouse-Bordeaux
- 2010 : création de Jour de France, Belles régions de France, Succès, Gotha magazine, Royauté, Pratique Auto, Spécial Auto, l’essentiel du Camping-car, le Journal du rugby, Question Santé, Maison revue brocante, Philosophie pratique
- 2011 : création de Confidences, Vérité, Guide de l’auto, le Sport Vélo (27 numéros bimestriels - du 1er février 2011 au dernier numéro en septembre 2013), Footing magazine, Harmonie & bien-être, Maison décoration, l’Essentiel du jardin, Maison décoration Campagne, Recettes Gourmandes, les Dossiers d’actualité, Le Magazine des Arts, Dossiers spéciaux, Être & devenir, Spécial F1 (1re version, 2 numéros en mars et avril)
- 2011 : création d’applications mobiles magazines : Entreprendre, Franchise et business, Création d’entreprise, Stop Arnaques, Jour de France, Pourquoi magazine et applications mobiles thématiques science, immobilier, santé, philosophie
- 2012 : création de Tennis revue en novembre (3 numéros), sortie du magazine SPECIAL CHAMPIONS le 27 novembre (1 seul numéro) et apparition du trimestriel intitulé LE SPORT MAGAZINE en décembre (2 numéros).
- 2013 : création de l’Intégrale Auto-moto (1 seul numéro), d’Excellent (bimestriel en février - 3 numéros), de 4 bimestriels en mars : Football magazine et l'Essentiel du Bateau (2 numéros) ainsi que Défendez vos droits et Quoi de neuf ? (3 numéros) et du Sport Formule 1 en avril (2e édition, 1 numéro), création du mensuel L’Indiscret (politique, économie, médias et people). 1 trimestriel en novembre : Foot mondial (4 numéros jusqu'en mai 2014) , 1 autre en décembre : Le Foot spécial Bleus.

À partir du 9 décembre 2013 le groupe Entreprendre-Lafont Presse déjà coté depuis 2001, fait son entrée sur le marché Alternext et poursuit son développement via les abonnements, en lançant de nouveaux titres ou bien en rachetant de nouveaux magazines
- 2014 : création de Paris Transferts (juin) (3 numéros mensuels jusqu'en août).
- 2015 : sortie du Sport Formule 1 (24 février, 3e version, 3 numéros trimestriels jusqu'en juillet).
- 2016 : sortie de Vélo Sprint (bimestriel, le 27 avril) et du Sport Vélo (2e version, mensuel, le 23 juin).
- 2017 : sortie du Sport Formule 1 (février, 4e version).

Le 21 mai 2024, Danae Group, actif dans la communication digitale, rachète le groupe Lafont Presse.
Le 26 juin 2025, le tribunal de commerce de Paris prononce la liquidation du groupe Entreprendre, créé par Robert Lafont et autrefois appelé Lafont Presse. La liquidation concerne tous les magazines : Entreprendre, mais aussi des dizaines d’autres titres comme Crime Magazine ou le Journal de France. Un mandataire judiciaire, qui détenait déjà un mandat ad hoc en raison de l’effondrement financier du groupe, a été nommé pour gérer la liquidation.

## De nombreuses publications dans tous les secteurs
Lafont presse diffuse ses titres en Europe.
Le groupe profite de la loi Bichet pour imposer la présence de ses nombreuses publications aux kiosquiers, bien qu'elles soient rarement suivies au-delà de quelques numéros.
Pôle Economie : Entreprendre, Création d’entreprise magazine, Franchise & Business, Manager & Réussir, Argent & Patrimoine magazine, Placements magazine, Économie magazine, Ma petite entreprise, Spécial Argent, Business event’.
Pôle Actualité : Journal de France, Stars, Féminin, Intimité, Succès, Célébrité magazine, Journal de France Royauté, Reines & Rois, Dynastie du monde, Femme de cœur.
Pôle Auto : L’Essentiel de l’Auto, L’Officiel Auto, Automobile news, Automobile revue, Automobile 4x4, Spécial Auto, Pratique Auto, Tracteur agricole, Tracteurs magazine.
Pôle Sport : Le Foot, Le Foot Gazette des Transferts, Spécial Transferts, Le Football Marseille, Le Foot Paris magazine, Le Foot Lyon magazine, Foot magazine, Starfoot international, Penalty magazine, Dribble, France Rugby, Rugby magazine, Le Sport, Féminin footing, Footing & Running, Spécial Run, Spécial Vélo, Vélo sprint, France Basket.
Pôle Féminin : Féminin Psycho, L’essentiel de la Psycho, Psycho femme, Santé femme, Santé revue, Féminin Santé, Pratique Santé magazine, Spécial Santé, Santé revue Seniors, Senior santé, Objectif minceur, Santé nutrition, L’essentiel de la santé, Santé pour tous, Santé médecine douce, Santé douce, Nature & santé, Médecine alternative, Santé bio-nature, Santé spécial plantes, Tonus, Viva Yoga, Philosophie de vie, Le magazine des femmes.
Pôle Maison-Déco : Maison Décoration, Maison décoration Cuisines, Maison déco travaux, Nouvelle Déco, L’essentiel de la Déco, Spécial déco, Intérieurs décoration, Spécial Maison, Maison revue, Spécial jardin, Jardin magazine spécial, Jardiner, Viva Jardin, Info Jardin, Potager pratique, Bricolez.
Pôle Centres d’intérêts : Spécial Chats, Spécial Chiens, Spécial Cheval, Stop Arnaques, Vos droits, Spécial Astro, Pêche magazine, Chasse magazine, Belles régions de France, Notre vie magazine, Spécial Seniors, Destination Loisirs.
Pôle Cuisine : Cuisine revue, Viva Cuisine, Spécial Cuisine, Cuisine française magazine, Cuisiner, Le magazine du vin.
Pôle Découverte : Science magazine, La revue de la science, L’essentiel de la Science, Intelligence magazine, Cerveau & conscience, Question de philosophie, Philosophie pratique, Spécial Philosophie, Spécial Info, L’événement magazine, France News, Spécial Céline, La vie des Français, Le magazine des livres, Le magazine des arts.

## Polémiques et plagiats

### Articles extraits de Wikipedia
Certains articles de revues du groupe présentent des plagiats d'articles de Wikipédia, sans citer l'encyclopédie en ligne comme source.
Par exemple, le no 1 de sa Revue de la Musique (décembre 2014 - janvier 2015) publie sur six pages une version partielle de l'article consacré aux Études de Debussy, texte et illustrations musicales inédites comprises. Outre les importantes « coquilles » dues à une copie bâclée, la publication omet de créditer les auteurs, comme l'exige la licence GFDL.

### Articles extraits de blogs et d'autres médias
Plusieurs revues de Lafont Presse ont été prises à recopier intégralement des billets de blog ou d'autres médias en ligne, notamment au Québec.
Robert Lafont a été condamné le 17 février 2022 par la XVe chambre correctionnelle du tribunal judiciaire de Nanterre pour « contrefaçon par diffusion ou représentation d'œuvre de l'esprit au mépris des droits de l'auteur » commis du 2 décembre 2012 au 30 juin 2016 à 10 000 € d'amende. Sa société Entreprendre écope 50 000 € d'amende pour le même motif. Le tribunal a ordonné la publication du dispositif du jugement dans deux magazines : Entreprendre et Science magazine ainsi que la diffusion sur la page Internet sur le site Entreprendre pour une durée d'un mois.

### Opportunisme éditorial
Régulièrement, le groupe lance des médias éphémères sans véritable stratégie éditoriale. Ce fut particulièrement flagrant avec le lancement d'un titre inspiré du mouvement des Gilets jaunes, dont il n'était pas un porte-parole officiel.

### Filmographie
- Sylvqin, « Enquête : Le plagiat imprimé en magazines [Buzz Investigation #2] », sur YouTube, 9 janvier 2019